# Indigofera aquae-nitentis
Indigofera aquae-nitentis är en ärtväxtart som beskrevs av Cornelis Eliza Bertus Bremekamp. Indigofera aquae-nitentis ingår i släktet indigosläktet, och familjen ärtväxter. Inga underarter finns listade i Catalogue of Life.